# Philippa Savage
Philippa Savage (ur. 15 marca 1981 r. w Moree) – australijska wioślarka, reprezentantka Australii w wioślarskiej jedynce podczas Letnich Igrzysk Olimpijskich w Pekinie.

## Osiągnięcia
- Igrzyska Olimpijskie – Pekin 2008 – jedynka – 10. miejsce[1].
- Mistrzostwa Świata – Poznań 2009 – dwójka podwójna – 4. miejsce[1].